# Wangener Kreis
Der Wangener Kreis – Gesellschaft für Literatur und Kunst des Ostens e. V. wurde 1950 in Wangen im Allgäu als Zufluchtsstätte für schlesische Künstler und Gelehrte gegründet.

## Entstehung
Der schwäbische Buchhändler Carl Ritter hatte bis zum Ende des Zweiten Weltkriegs nicht nur erfolgreich seine Buchhandlung in Oppeln / Oberschlesien geführt, sondern auch gemeinsam mit dem Studienrat Willibald Köhler das literarische Leben der Stadt geprägt. Köhler hatte bereits in Neisse, dem Sterbeort Eichendorffs, das dortige Eichendorff-Archiv aufgebaut und betreut und konnte einen großen Teil der Unterlagen bei seiner Vertreibung mitnehmen. Zurückgekehrt nach Wangen plante Ritter zusammen mit Köhler bereits 1946, schlesische Schriftsteller und Künstler, die durch die Vertreibung während und nach dem Ende des Zweiten Weltkriegs ihren geistigen Mittelpunkt verloren hatten, in Wangen zusammenzuführen. Sogar eine Künstlersiedlung und eine Werkstatt für bildende Künstler sollten im Allgäu entstehen.
Im Jahre 1950 kamen die Gründungsmitglieder der Vereinigung mit einem erweiterten Freundeskreis zusammen und bereits 1951 trat der Wangener Kreis offiziell an die Öffentlichkeit. Die Stadt und der damalige Landkreis Wangen unterstützten die Pläne großzügig. So entstanden mit ihrer Hilfe im Laufe der Jahre das Eichendorff-Museum, das Gustav-Freytag-Archiv, das Hermann-Stehr-Archiv und einige Ateliers und Künstlerhäuser.

## Aufgaben und Ziele
Von Anbeginn hatte es sich der Wangener Kreis zur Aufgabe gemacht, einerseits schlesische Kultur und Geschichte zu bewahren, zu fördern und zu deuten, dies andererseits immer im Zusammenhang mit ostdeutscher, gesamtdeutscher und europäischer Geschichte zu tun. Dazu etablierte die Vereinigung bereits 1950 die Wangener Gespräche als jährliche Tagungen, die „dem besonderen Verständnis der einstigen slawischen Nachbarn und der Versöhnung mit dem jüdischen Volk dienen“. In Erinnerung an den schlesischen Dichter Paul Barsch und die Breslauer Dichterschule wurde auf Initiative von dessen Witwe Marie Muthreich-Barsch bis Mitte der 1960er Jahre die Paul-Barsch-Plakette verliehen.

## Wangener Gespräche und Eichendorff-Literaturpreis
Die öffentliche Jahrestagungen des Wangener Kreises sind die Wangener Gespräche, die im Oktober 2024 zum 74. Mal stattfanden. Mitveranstalter sind die Stiftung Kulturwerk Schlesien und die Stadt Wangen im Allgäu.
Im Rahmen der Wangener Gespräche wird alljährlich der Eichendorff-Literaturpreis verliehen.